# Gens Asínia
La gens Asínia (en llatí Asinia gens) va ser una gens romana plebea originària de Teate, capital dels marruquins. El nom deriva d'Asina (somera), que després va ser adoptat per Gneu Corneli Escipió Asina i els seus descendents. La gens Ànnia i la gens Clàudia van adoptar el cognomen Asellus (ase).
El primer membre rellevant de la família va ser Heri Asini a la guerra màrsica l'any 90 aC. Altres cognoms que va portar la família van ser Agripa, Celer, Dentó, Gal, Pol·lió i Saloní.
Personatges destacats van ser:
- Heri Asini
- Gneu Asini, pare de Gai Asini Pol·lió, cònsol l'any 40 aC, i avi d'Asínia.
- Gai Asini Gal Saloní, cònsol l'any 8 aC
- Gai Asini Pol·lió, cònsol l'any 23
- Marc Asini Agripa, cònsol l'any 25